# Tanner Buchanan
Tanner Emmanuel Buchanan (Lima, 8 december 1998) is een Amerikaanse acteur.

## Biografie
Buchanan werd geboren in Lima, Ohio, als zoon van Steve en Marlona Buchanan. Hij groeide op in een christelijk gezin en ging naar de Glandorf Elementary School in Ohio. Hij verhuisde in 2007 met zijn familie naar Los Angeles om zijn acteercarrière voort te zetten.

## Filmografie

### Films
- 2011: Untitled Jeff and Jackie Filgo Project ... Jimmy
- 2012: The Real St. Nick ... Cynical Kid
- 2013: Jake Squared ... Sammy
- 2015: The Heyday of the Insensitive Bastards ... Bobby Bell
- 2017: Anything ... Jack Sachman
- 2018: The Goldbergs: 1990-Something ... Mike Stamm
- 2019: Max Winslow and the House of Secrets ... Connor Lawson
- 2019: Sinister Seduction ... Dylan Warren
- 2020: Chance ... Colton
- 2021: He's All That ... Cameron Kweller
- 2022: The Hyperions ... Apollo

### Televisie
- 2010: Modern Family ... Kid #2
- 2013: Grey's Anatomy ... Lucas
- 2013: Major Crimes ... Michelle Brand
- 2013: Ghost Ghirls ... Hero
- 2013–2014: The Goldbergs ... Evan Turner
- 2014: Growing Up Fisher ... Slade
- 2014: Mixology ... Young Dom
- 2015: Girl Meets World ... Charlie Gardner
- 2015–2019: Game Shakers ... Mason Kendall
- 2016: The Fosters ... Jack Downey
- 2016–2018: Designated Survivor ... Leo Kirkman
- 2017: Fuller House ... Chad Brad Bradley
- 2018–2025: Cobra Kai ... Robby Keene
- 2020: Deputy ... Brendan

- Library of Congress Control Number: no2021025373
- Virtual International Authority File: 7476161514257770750004